# Pellegrino delle Alpi
Pellegrino, detto san Pellegrino in Alpe o san Pellegrino Scoto (Irlanda o Scozia, ... – Frassinoro, 643), era, secondo la tradizione, un principe irlandese o scozzese che avrebbe rinunciato alle ricchezze per effettuare un viaggio di pellegrinaggio in Terrasanta e sarebbe morto poi in Italia sull'Appennino tosco-emiliano, dove sorse presto un culto legato alla sua figura e a quella di san Bianco, che è tradizionalmente indicato come suo unico compagno di romitaggio. 
Sebbene oggetto di grande venerazione da parte dei cattolici tosco-emiliani che li celebrano il 1º agosto, entrambi non sono riconosciuti ufficialmente come santi dalla Chiesa cattolica.

## Biografia
Secondo la leggenda devozionale Pellegrino fu l'unico figlio di re Romanus di Scozia e della regina Plantula ai quali era stato preannunciato in sogno. Ancora quindicenne perse il padre e spettava quindi a lui la corona. Tuttavia, asceta per natura e disdegnando i beni terreni, dopo essersi reso protagonista di prodigi fin dall'infanzia, lasciò le sue ricchezze e s'incamminò, vestito di soli panni da pellegrino, verso la Palestina per onorare il sepolcro di Cristo.
Passò 42 anni nel deserto di Giudea, dove superò le dure prove messegli dinnanzi inutilmente dal demonio. Andò poi fin dal sultano per cercare di convertirlo al cristianesimo. 

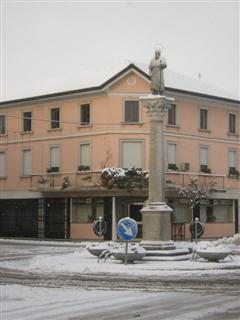
Piazza San Pellegrino a Morsano di Strada

Fece ritorno poi verso l'Italia, tramite Brindisi, visitando il santuario di San Michele Arcangelo del Gargano e le tombe degli apostoli Pietro e Paolo e gli altri luoghi sacri di Roma. Continuando a risalire l'Italia, cercò un luogo dove praticare l'eremitaggio e riposarsi vista l'età ormai avanzata. Lo trovo presso il piccolo spedale di San Pellegrino in Alpe, nell'Appennino tra Modena e Lucca. Decise quindi di rimanere in questa zona per vivervi da eremita fino all'età di 97 anni, 9 mesi e 23 giorni quando morì, mentre pregava nel tronco cavo di un albero.
Poco prima della morte, prosegue la leggenda, si dice avesse scritto la sua vita sulla corteccia di quell'albero, al cui posto oggi sorge una semplice croce. Dopo la morte le sue spoglie furono recuperate dalla devota Adelgarda Ferniai e suo marito Pietro Modico. Anni dopo furono composte, assieme a quelle del suo seguace Bianco, nel tempietto del santuario di San Pellegrino in Alpe, dove tuttora si trovano.

## Culto
Dopo la sua morte sorse una diatriba tra toscani e lombardi per il possesso delle reliquie. Per risolvere la questione, le reliquie furono poste su di un carro trainato da due vitelli (uno toscano e uno lombardo) i quali si fermarono nel luogo conosciuto come Terme Saloni; luogo dove fu quindi eretto un primo sacello.
La tradizione vuole che l'unico compagno di Pellegrino fosse Bianco e anche lui sia morto pressoché contemporaneamente all'eremita irlandese. San Bianco viene ricordato dalla devozione popolare come un brigante convertito da Pellegrino, che decise di seguirlo nel romitaggio dopo aver mutato nome.
La devozione a Pellegrino delle Alpi si manifesta in modo particolare nella zona dell'Appennino tosco-emiliano dove ad esempio si trova una frazione di Sambuca Pistoiese in provincia di Pistoia, chiamata San Pellegrino in Cassero. In provincia di Lucca si trova anche il santuario dei Santi Pellegrino e Bianco nella frazione di San Pellegrino in Alpe. Il luogo di culto si trova sul crinale a 1.525 metri s.l.m. in vista delle Alpi Apuane e in origine fu parte dell'antico Spedale per i viandanti e gli ammalati che transitavano per la Via Bibulca; l'ospizio, sorto nel VII secolo, pressoché in coincidenza con il periodo in cui visse Pellegrino, fu gestito dai Frati di San Pellegrino, una congregazione caritativa di laici (conversi) che seguivano la regola agostiniana e rimase in attività fino al 1859, quando venne inaugurata la nuova strada del Passo delle Radici, posto in posizione più agevole a tre chilometri di distanza verso Occidente. All'interno della chiesa è conservata un'urna in marmo di Matteo Civitali che raccoglie quelle che si suppone siano le spoglie di Pellegrino e di Bianco, l'uno vicino all'altro come fratelli, sia di viaggio sia spirituali, perfettamente intatti e vestiti con abiti cerimoniali solenni.
La devozione a Pellegrino si riscontra anche a Morsano di Strada (UD) dove fino al 1807, lungo la "Strada Alta" (la Strada statale 252 di Palmanova) sorgeva una chiesetta dedicata a lui. Demolita la chiesetta, la statua del santo che, pare, vi si trovasse all'interno, fu poi collocata al centro del paese sopra una colonna.

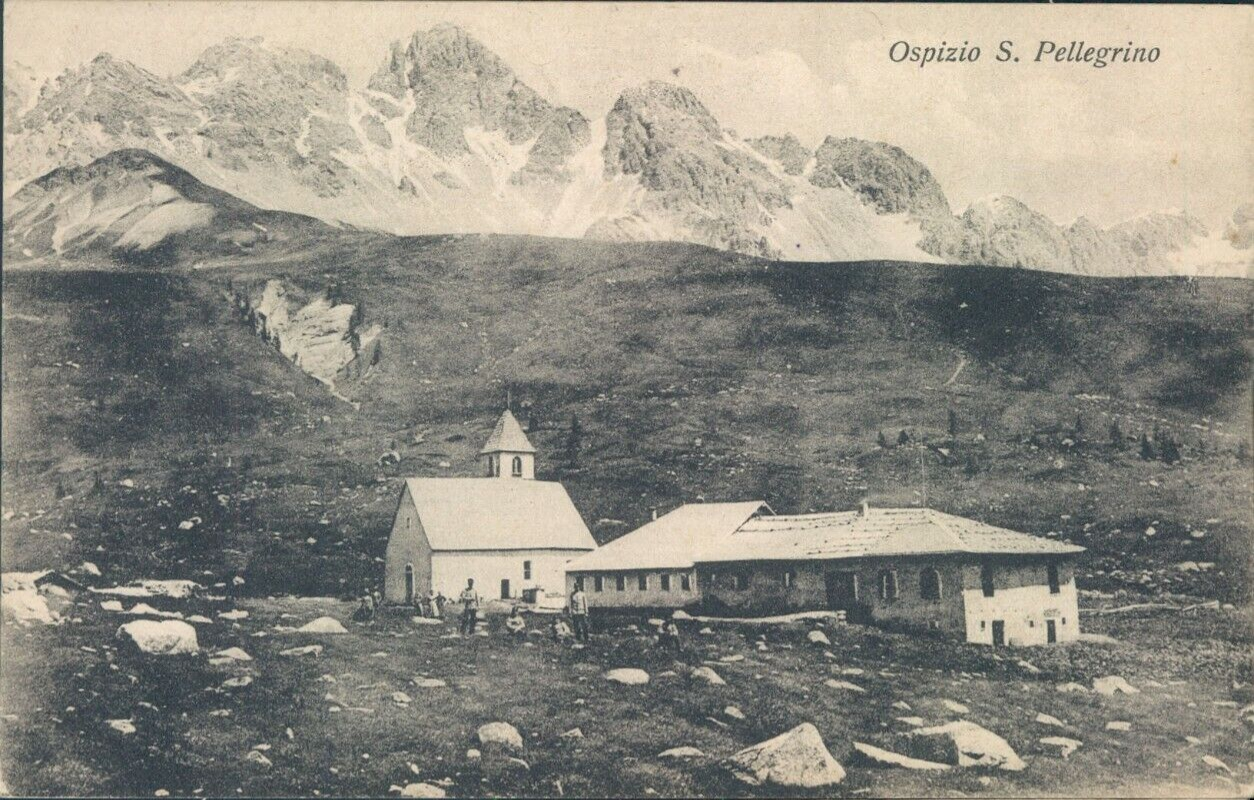
L'antico ospizio del passo San Pellegrino alla vigilia della prima guerra mondiale

Il santo ha dato il nome al Passo San Pellegrino, valico dolomitico tra i comuni di Moena, Soraga di Fassa e Falcade (province di Trento e di Belluno) giacché qui venne eretto, nel 1300 un ospizio per i viandanti per opera, secondo i documenti di frate Gualtiero, dell'ordine di San Pellegrino delle Alpi. Non c'è però diretta venerazione al santo in questa località né in altre vicine, dato che la chiesetta è dedicata a sant'Antonio Abate del Deserto. L'ospizio del passo San Pellegrino, che si trovava proprio sul fronte della prima guerra mondiale, venne distrutto dai bombardamenti nel 1915 e venne ricostruito nel 1934.